# 鬼神楽
『鬼神楽』（おにかぐら）は2005年4月28日にStudio e.go!から発売された18禁シミュレーションRPGである。特別版には前作『夏神楽』同梱されている。

## 概要
ゲームはADV主体の「行動パート」とシミュレーションバトル主体の「戦闘パート（夜）」に分かれている。行動パートは午前と午後に分かれており、前作の「治療パート」での治療活動は「行動パート」を消費して行う。

### 戦闘パート
スクウェアマップを用いたタクティカルシミュレーションである。勝利条件は「敵の全滅」及び「全ての霊脈の確保（占領）」である。初期配置は必ず主人公と巫女キャラクター2人の3人となっている。味方キャラクターは戦闘行動及び呪符を利用した回復と味方妖怪の召喚によって戦う。召喚には霊力または呪符の消費が必要となっている。召喚した味方妖怪は味方キャラクター戦闘行動と必殺技しか使えない。また味方妖怪しか利用できない技もある。必殺技等には霊力が必要となっているがその回復量は、確保してある霊脈の数に比例する。敵の初期配置はマップで固定であるが敵の霊脈からは新たな敵が出現するため、霊脈を確保しつつ戦うことが勝利への鍵となる。
ユニットの向きなどによって敵に与えるダメージは変動するが、クリティカルヒットのようなランダム要素はなく、同一条件であれば必ず同じ結果が生じる。このような仕様により、先読みがしやすく、戦闘の結果を予想することができる。また、前作からの変更として今回は味方キャラクターにレベルが追加され、敵を倒すといった戦闘行動により経験値を得て成長できるようになった。味方妖怪のレベルは召喚したときの召喚した味方キャラクターのレベルと同一となっている。

## ストーリー
妖怪退治をしていた木島卓は、家族の仇である鬼「芳賀真人」をついに追い詰める。偶然、現れた巫女、天神姉妹と共同戦線を張るも、芳賀の強大な力に返り討ちに遭い、血溜まりの中に倒れ伏し、半人半鬼の存在であったため鬼の破壊衝動を暴走させ、理性を失いつつも彼は鬼の姿となって芳賀の片腕を引きちぎり芳賀を追い払う。そして理性を失ったまま、天神姉妹にも襲いかかろうとするところを、葉子に止められ気絶する。
人の姿に戻った木島は天神姉妹が住む天乃杜神社で目を覚ます。そして葉子から芳賀真人に関する依頼を受け天神姉妹と共同戦線を張ることになる。

## キャラクター
木島 卓（きじま すぐる）
声 - 梅小路ピンポン
妖怪退治をしながら家族を食われた仇の鬼、芳賀真人を追う青年。鬼の力に対抗する為に狩った鬼の肉を食らい続けた結果、半人半鬼の存在となってしまった。家族を突如失い、その復讐の為のみ動いていたためか性格はぶっきらぼうなところがあるものの根は優しい。鬼の破壊衝動を抑えるために力を封じる首輪を付けているが、血を浴びたり流しすぎたりすると耐えきれず、理性を失いありとあらゆるものに襲い掛かる鬼人となってしまう。
天神 かんな（あまがみ かんな）
声 - みすみ
天乃杜神社に住む、天神姉妹の長女。静心流の使い手。性格は短気でやや意地っ張りなところがある。頭はあまり良くない。親友を妖怪に襲われた経験から妖怪のことを憎んでおり相手を斬る時は躊躇がない他、目の前で妖怪化したことで木島のことも警戒している。SLGパートでは刀を用いた接近戦で戦う。
天神 うづき（あまがみ うづき）
声 - 水野江麻
天乃杜神社の巫女で天神姉妹の次女。引っ込み思案で人見知りのせいもある為か、かんなの後ろに隠れていることが多い。姉と違って頭は良い。小柄で優しく動物好きでポチというカマイタチを飼っていたことがある。SLGパートでは序盤は攻撃できないが、後にポチの魂を救うために拳銃を持つようになり、遠距離攻撃が出来るようになる。
イチ
声 - 木村あやか
天乃杜神社に祀られている神様。芳賀の襲撃によって力を奪われ、ナツの助力を仰ぐこととなった。この地に鬼を封印した神でそれを維持する役目がある。ナツとは対照的にかなり行動派で、家事洗濯と主婦のようにこなす忙しい日々を送っている。密かにホラー映画の大ファン。
音羽 葉子（おとわ ようこ）
声 - 青山ゆかり
前作の舞台、水杜神社からナツの随身（護衛）として天乃杜神社へとやってきた。年の功もあり大抵のことには動じず笑顔のままで対応する。正体は妖狐で音羽姉妹の祖父がお互い殺さずに済むようにと妖力を封印して神社に招き入れた。本作では倒した妖怪の戦利品から呪符を作ってくれる。
ナツ
声 - ダイナマイト♡亜美
前作の舞台、水杜神社の神様。総本山の依頼により天乃杜神社へとやってきた。以前ほどの周囲の人間と人見知りは解消されている。
芳賀 真人（はが まさと）
声 - 佐藤タカオ
さわやかな笑顔が特徴？の鬼。卓の家族を殺した張本人であり、人の怯え狂う様を喜ぶなどかなり歪んだ部分を持つ一方、「拝啓ボンジュールこんにちわ」と奇をてらったような発言もする。
サトリ
声 - どてら4号

## スタッフ
- 原画:山本和枝

## 主題歌
乱舞 （らんぶ）
作詞：CANDY
作曲：ぴょんも
歌：CANDY